# Deputado distrital
Deputado distrital, de acordo com a Constituição brasileira de 1988, é o representante popular do Distrito Federal, equivalente ao cargo de deputado estadual. A forma de eleição, tempo de mandato e o cálculo do número de deputados distritais são os mesmos, segundo a Constituição de 1988, que para os deputados estaduais. Atualmente a Câmara Legislativa do Distrito Federal conta com 24 deputados distritais eleitos por voto direto.

## Competência
Os deputados distritais acumulam as competências legislativas tanto dos estados (deputado estadual) quanto dos municípios (vereador), segundo determina a Constituição de 1988, tendo assim caráter híbrido.
Podemos citar três temas básicos de atuação de um deputado distrital.
1. LEIS: Ele pode sugerir criar, alterar ou eliminar uma lei. Também vota a favor ou contra às propostas dos outros 23 deputados.
2. FISCALIZAÇÃO DO EXECUTIVO: O governador do Distrito Federal é o responsável por gastar o dinheiro arrecadado de impostos do contribuinte em saúde, educação, cultura, segurança, infraestrutura, etc. O deputado distrital tem o dever de fiscalizar a destinação dos recursos arrecadados.
3. EMENDAS PARLAMENTARES: O deputado distrital pode participar das decisões dos gastos do governo. Cada parlamentar pode opinar até um certo limite visando uma melhor alocação dos recursos públicos.